# Тимковецький
Тимкове́цький (Тимковецький Потік) — річка в Україні, в межах Львівського і Золочівського районів Львівської області. Ліва притока Перегноївки (басейн Західного Бугу).

## Опис
Довжина Тимковецького 28 км, площа басейну 165 км². Річище у верхній течії слабозвивисте, в середній та нижній течії помірно звивисте, місцями випрямлене.

## Розташування
Витоки розташовані на південь від села Ганачівки, між лісистими пагорбами Гологорів. Річка тече в межах Надбужанської котловини спочатку переважно на північ, потім — на схід. Впадає до Перегноївки в місті Глинянах (в межах міста річка тече на північ та північний захід).
Притоки: Млинівка Лісна (права); Гострий (ліва); меліоративні канали.